# 奈斯尔·本·赛雅尔
奈斯尔·本·赛雅尔·莱西·基纳尼 （阿拉伯语：نصر بن سيار الليثي الكناني，转写：Naṣr ibn Sayyār al-Lāythi al-Kināni；663年—748年12月9日）是倭马亚王朝（古称白衣大食）的将领，738-748年任呼罗珊总督（埃米尔）。任总督之前，他长期在呼罗珊的阿拉伯军队中服役，他虽算得上是军人和政治家，但缺少部族势力背景也是他得到这个职位的重要原因，这也使他更依赖哈里发的力量。他在呼罗珊总督任内成就不小，军事上，他在与突骑施的战斗中取胜，重新夺取了当年屈底波占据的领土；内政方面，他继续推行被当地人期待已久的税制改革，缓解了紧张的社会局势，稳固了倭马亚政权对河中地区的统治。但在他任期的最后几年，整个哈里发国陷入内战，呼罗珊也不例外，部族冲突与叛乱数次爆发。746年，叛乱领袖哈里斯·本·苏赖杰与朱代·基尔马尼（Juday al-Kirmani）一度将奈斯尔赶出呼罗珊首府木鹿，但不久后他们内部爆发冲突，哈里斯被杀，奈斯尔得以回到首府。这场冲突也使奈斯尔无暇顾及呼罗珊地区爆发的旨在推翻倭马亚王朝的阿拔斯运动，其领袖阿布·穆斯林利用这种情况发展实力，于748年初将奈斯尔赶出呼罗珊，后者逃亡至波斯。748年12月9日，在阿拔斯部队的追赶下，奈斯尔死在逃往哈马丹的途中。

## 早期生涯

倭马亚王朝的最大版图（约740年）

奈斯尔作为军官，在呼罗珊地区服役多年，早在705年，他就曾追随时任总督屈底波的兄弟萨利赫·本·穆斯林（Salih ibn Muslim）渡过乌浒水（阿姆河），攻打河中地区，战后，他得到了河中地区的一整个村庄为奖赏。尽管屈底波的征战（705-715年）十分成功，但中亚的许多地方仍不能被阿拉伯人有效控制；他们在飒秣建（撒马尔罕）、缚喝（巴尔赫）和捕喝（布哈拉）设置驻军，当地的小邦君主（昭武九姓国等）仍被保留，成为倭马亚王朝的属国。之后数十年中，与突骑施汗国（可能还有唐朝在后撑腰）的冲突、阿拉伯人内部的部族冲突、对待当地新改信者（马瓦里）的模糊政策（大规模的皈依将会减少吉兹亚的税源，从而降低收入）等因素使得倭马亚王朝在该地区的统治很不稳固，当地总督经常需要进行军事行动。
724年，奈斯尔曾率一支穆达尔部族军队前往缚喝，镇压那些不愿参加军事远征的也门（南阿拉伯）诸部落军队，在当地石汗那王的帮助下，他在巴鲁甘（Baruqan）击败也门部队，迫使他们加入远征；这次征战最终以“渴水日之战”告终，阿拉伯军惨败于突骑施军队。奈斯尔的进攻激起了也门部落普遍的不满，巴尔赫附近的驻军尤甚，之后上任的几位出身也门部族的总督，如阿萨德·本·阿卜杜拉·盖斯里等人都不喜爱他，甚至曾折磨他。
731年7月的“隘路之战”中，阿拉伯军损失惨重，奈斯尔是战役中少数几位表现出色的阿拉伯将领之一。734年，他受命逮捕缚喝的长官，随后接替了他的职位。不久之后，阿拉伯将领哈里斯·本·苏赖杰率一部分呼罗珊驻军发动叛乱，他们主张改革税收，废除对当地新改信者（马瓦里）的歧视。缚喝城中有1万军队，哈里斯却仅率4千人就夺取了城市。奈斯尔当时是否在城中仍不清楚，也可能是哈里斯趁他不在时快速夺取了缚喝；总之，接下来奈斯尔和他的部队陷入被动，叛军进攻呼罗珊首府木鹿时，他们没有支援，这也导致缚喝地区的一些小邦君主也加入了叛乱。不久之后，叛军被朱代·基尔马尼（Juday al-Kirmani）击败，哈里斯逃往乌浒水北岸，后又逃到突骑施。

## 上任呼罗珊总督

呼罗珊、河中地区、吐火罗地图

738年2月，呼罗珊总督阿萨德·本·阿卜杜拉·盖斯里死于缚喝，同年7月，74岁的奈斯尔被任命为新总督。虽然年事已高，但他因军事成就、对呼罗珊事务的熟悉与个人政治能力而受人崇敬。尤利乌斯·威尔豪森写道：“高龄并没有损害他清醒的头脑，他的行为可以证明这一点，他临死时写作的表达自己感情的诗也是一种证明。”不过在当时的政治条件下，奈斯尔得到总督职位主要得益于他与各部落的关系，而不是他的个人能力。
从穆斯林征服的最初阶段开始，阿拉伯军队就由单个部落或部落联盟（butun或ʿashaʿir）构成；虽然其中许多部落只是不久前才成立的，而且更多考虑的是军事需要而不是血缘联系，但它们仍很快变得强大，形成自己的身份认同。倭马亚王朝建立之后，这些部落开始组成规模更大的团体，最终形成了两个规模极大的联盟：来自北部的阿拉伯人组成穆达尔部族，其中最大的一支称盖斯部落；南部的阿拉伯人，或称也门诸部落也结成一个大团体，其中占主导地位的是艾兹德部落和赖比尔部落。8世纪时，这两大敌对的政治派别，在哈里发国各地争夺权力，仇恨不断加深，成为国家内部的动乱之源。哈里发希沙姆在位期间（724-743年），除阿萨德·本·阿卜杜拉·盖斯里外，其他呼罗珊总督都出身穆达尔部族。738年2月阿萨德去世，四个月后，奈斯尔得到任命；根据不同史料，在此期间控制实权的是叙利亚将军贾法尔·本·汉泽莱·巴哈拉尼（Ja'far ibn Hanzala al-Bahrani）或是阿萨德的副官朱代·基尔马尼（Juday al-Kirmani），两种记载都表明，朱代才是当时呼罗珊省最有才华的人物，是下一任总督的不二之选，但他出身也门部落，且是其中最强大的艾兹德部落在呼罗珊的领袖，哈里发显然不会喜欢他。
反观奈斯尔，除了军事能力之外，他出身穆达尔部族，妻子来自台米木部落（也属北阿拉伯系统），因此，在呼罗珊军队中人数占优的穆达尔部族成员可以接受这一选择；且任命一个呼罗珊军人为总督（而不是任命外省人），也有助于缓解呼罗珊阿拉伯人对远在叙利亚的倭马亚中央政府的不满；奈斯尔个人没有强大的部落背景，也符合哈里发的要求——他属于基纳奈部落（穆达尔的分支）之下的赖斯（Layth）部落，家里并非贵族，这意味着他缺乏自己的权力基础，有利于中央控制。但实际上，许多阿拉伯部落并不支持奈斯尔：与穆达尔部族敌对的也门诸部落自不必说，他们支持的是自己的领袖朱代·基尔马尼；驻在内沙布尔附近，同属北阿拉伯系统的盖斯部落也不支持他，甚至被派遣到呼罗珊的叙利亚部队也站在他的对手一边。奈斯尔能依靠的主要是驻在木鹿地区的台米木部落（他妻子所属的部落）。不过只要倭马亚中央政府支持他，奈斯尔就能够压制内部的不满，但743年希沙姆死后，这种支持就消失了。倭马亚政权此后陷入动荡，不过奈斯尔还能保住他的职位，744年初，耶齐德三世继位，想要罢免奈斯尔，后者拒绝接受，几个月后哈里发被迫让步。同年12月马尔万二世即位，承认了奈斯尔的地位。

## 改革与扩展疆土
奈斯尔的统治使得呼罗珊进入了前所未有的稳定、繁荣时期，9世纪史家麦达伊尼表示：“呼罗珊发展到了前所未有的高度”。他的主要成就是完成税收改革，相对稳固了倭马亚王朝对河中地区的统治。
呼罗珊的税收制度建立于穆斯林征服时（7世纪中叶），此后从未改革。这套税收系统依赖当地的非穆斯林（多是祆教徒）地主阶层（波斯语称“德赫甘”）收税，后者征税时往往会歧视穆斯林定居者以及改信伊斯兰教的当地人，激起了这两大群体的强烈不满，之前阿拉伯将领哈里斯·本·苏赖杰就以税收改革为口号，率军叛乱。最终，奈斯尔于739年进行改革，对所有土地所有者征收土地税（赫拉杰），向非穆斯林征收人头税（吉兹亚）。史料中记载，因这项改革，3万穆斯林被免去人头税，与此同时8万非穆斯林被纳入征税范围。此外，奈斯尔还注意按与当地小邦君主的条约准确地征收土地税，实际上减轻了他们的负担。一般认为，这种改革讨得河中人民和贵族的欢心，使他们很快重新倒向阿拉伯人一边。但也有学者认为这种迟来的改革很难改变呼罗珊盛行的反倭马亚情绪。奈斯尔的前任总督阿萨德把呼罗珊首府迁到缚喝（巴尔赫），奈斯尔又迁回木鹿（梅尔夫）；另外，他在该省历史上第一次任命了一批副省长，这些人从他的盟友和支持者中选出，目的是巩固自己对呼罗珊的控制。此外，他还与安国王（布哈拉·胡达特）的女儿结婚，741年又允许之前投奔突骑施的粟特人返回故乡，不加迫害，免除其所欠私债与税款，这些决定都很合人心。
之前十余年，苏禄统治的突骑施汗国一直是阿拉伯人在河中的主要对手，737年，总督阿萨德在喀里斯坦之战中打败苏禄，苏禄逃回突骑施本部后，不久被莫贺达干杀害，唐朝北庭都护盖嘉运也于739年大破突骑施，擒吐火仙可汗，杀黑姓（突骑施两部之一）可汗尔微特勤，唐朝封莫贺达干为汗后，不久又与他发生冲突。突骑施分崩离析后，阿拉伯人在河中再也没有强敌，奈斯尔重新开始扩张：740年，他收复了飒秣建（康国，撒马尔罕）等地，几乎没有遇到抵抗；为了恢复当年屈底波所征服的土地，并打击寄居赭石（石国，塔什干）的叛乱首领哈里斯，奈斯尔对该城发起远征，途中，东曹国（Usrushana）向他投降，随后，穆斯林军在药杀水（锡尔河）畔与1.5万石国军队相遇，后者的阵营中还包括哈里斯的手下和一些突厥人，阿拉伯人记载，带领突厥部队的就是莫贺达干本人（阿拉伯人称Kursul）；奈斯尔击退了突骑施军队，击败其中一个分队，杀死其首领。但奈斯尔很可能没能彻底击败石国部队，他只是与石国王签订协议，石国同意将哈里斯放逐至讹答剌（时称Farab），在那里，他仍可自由地继续进行反对倭马亚王朝的活动。后来，奈斯尔还两次远征拔汗那（费尔干纳），蹂躏其乡村地区，抓了很多俘虏。但实际上，穆斯林这一阶段的征服并不能越过飒秣建太远，对于边远的小邦，阿拉伯人只是偶尔索取贡品而已。奈斯尔的进攻在中文史料中也有体现，741年（開元二十九年），石国王上表请讨大食，745年（天宝四载），曹国王请求将自己的土地合并于唐，唐朝都没有干涉。 
表面上看，743年时，倭马亚王朝在呼罗珊的统治空前强大。但实际上其内部暗流涌动：731年的“隘路之战”中阿拉伯人损失惨重，为了维持局势，倭马亚征服派遣2万叙利亚军队到呼罗珊，这些人与呼罗珊原本的驻军（muqatila）之间相互不信任，呼罗珊阿拉伯人内部的部族冲突仍然严重，除也门诸部落仇恨奈斯尔个人外，各部落都对远在叙利亚的倭马亚中央政府严重不满，不公平的税收政策更激化了矛盾，奈斯尔虽已尽力补救，但为时已晚。
当时，呼罗珊已成了早期什叶派的一大中心，其中凯塞尼泰派的一支哈希米亚派在全省范围内盛行，尤其得到了新皈依者们（马瓦里）的支持。742-743年，奈斯尔平定了哈希米亚派头目，宰德·本·阿里（宰德派伊玛目）之子叶海亚发动的叛乱，叶海亚被抓获，不久被处死。这造成哈希米亚派群龙无首，导致阿拔斯家族借机夺取了该派在呼罗珊的领导权。呼罗珊虽然动荡，但河中地区的居民“尊重并喜爱奈斯尔”（吉布语），他们不欢迎哈希米亚派的传道者，在之后的阿拔斯运动中，他们仍忠于奈斯尔。

## 穆斯林内战、阿拔斯运动
743年哈里发希沙姆去世，继位的瓦利德二世承认奈斯尔的总督职位，但强大的伊拉克总督优素福·本·欧麦尔·塞盖菲与奈斯尔有怨，召他前往伊拉克，奈斯尔采取拖延时间的策略，744年4月瓦利德二世被杀，他暂时脱险。随后即位的耶齐德三世偏爱凯勒卜部落（属也门诸部落），情况对奈斯尔十分不利，呼罗珊的也门部落闻讯，希望哈里发能任命他们的领袖朱代·基尔马尼（Juday al-Kirmani）代替奈斯尔；但哈里发选择任命自己的亲信，凯勒卜部落的曼苏尔·本·均胡尔·凯勒比为伊拉克总督，后者又提名自己的兄弟为呼罗珊总督。奈斯尔拒绝调动，幸运的是，仅两个月后，曼苏尔就失宠而被罢免，此事不了了之。但呼罗珊的也门部落仍在骚动，谣传奈斯尔拦截了任命朱代为总督的命令，在发放津贴的问题上，他们也有不满。奈斯尔尝试剥夺朱代对艾兹德部落的领导权，并争取艾兹德部落和赖比尔部落领袖们的支持，结果不仅没能成功，还导致朱代率领这两大部落起兵叛乱。这一叛乱是倭马亚王朝内部部落矛盾的又一次爆发，叛乱者打着为穆海莱卜家族复仇的旗号——此家族属于艾兹德部落，曾于720年叛乱而被镇压，后来他们就成为了也门诸部落仇恨倭马亚王朝由北阿拉伯部落主导的政权的象征。
744年7月13日，奈斯尔俘获并囚禁了朱代，一个月后，后者逃走，再次集合部队，出身艾兹德部落的士兵纷纷投奔他，甚至呼罗珊首府木鹿城周边的阿拉伯定居者也加入他的阵营。双方达成暂时休战，进行谈判但无果而终，这时，哈里发耶齐德三世承认奈斯尔总督职位的消息传来，朱代终止谈判继续作战，此时，集结在他身边的不只有也门部落成员，驻在呼罗珊的叙利亚部队大多也加入叛军，甚至奈斯尔自己出身的穆达尔部族也有部分成员也支持朱代，不过在文献中，朱代的部队仍被称为“也门人”（Yamaniyya）。奈斯尔此时想到与曾经被他赶到拔汗那的叛乱领袖哈里斯·本·苏赖杰合作，他曾与朱代为敌，且在许多阿拉伯部落中仍有威望，尤其是他本人出身的台米木部落中。745年7月，哈里斯抵达木鹿，受到城中居民的热烈欢迎，他蔑视奈斯尔的合作提议，撤回乡村，也举兵叛乱。此时在位的哈里发已是马尔万二世，穆达尔部族与奈斯尔的追随者们都很厌恶他，但奈斯尔为了确保自己的职位，承认他为合法的哈里发，哈里斯利用了这种不满情绪，很快集结了3千多人的部队。
746年3月，哈里斯率军攻打木鹿，不仅没有攻下，还伤亡惨重，于是他决定与朱代合作——史书并未记载后者这二年的行踪。奈斯尔此时已经无法指望哈里发的支援——马尔万二世自己还要忙于稳固对叙利亚、伊拉克的统治，746年底，他被哈里斯、朱代联手赶出木鹿。奈斯尔暂时退到内沙布尔，而木鹿城中的两股叛军爆发内讧，哈里斯被杀，随后朱代摧毁了台米木部落在木鹿城中的住宅区，这一举动很不寻常，因为阿拉伯传统认为战争不应该波及住宅。因此，之前一直反对奈斯尔的穆达里部族转变了立场，尤其是驻在内沙布尔附近的盖斯部落（穆达里的一支），在他们的支持下，奈斯尔决定进攻木鹿。747年夏季，奈斯尔的部队在木鹿城外占据两个堡垒，双方连续交战数月，直到阿布·穆斯林发动哈希米亚派叛乱的消息传来才停止。
这种情况下，奈斯尔与朱代开始谈和，奈斯尔方的人员中有一位是哈里斯的儿子，他满怀恨意地在会上袭杀朱代，谈判险些中断。不过后来双方恢复了冷静，暂时解决了分歧，奈斯尔得以进入木鹿。阿布·穆斯林不愿看到这种情况，称奈斯尔参与了刺杀朱代的阴谋，鼓动朱代的儿子阿里继续反抗；这种情况下，阿里和奈斯尔都极力拉拢阿布·穆斯林，后者已成为决定局势的关键人物，而他选择帮助阿里。748年2月14日，哈希米亚派军队攻占木鹿，奈斯尔再次逃走。阿布·穆斯林派盖赫泰贝·本·舍比卜追击，在图斯击败奈斯尔之子塔米姆（Tamim），奈斯尔放弃内沙布尔，逃亡古米斯地方（今马赞德兰省、塞姆南省）；这时哈里发的援军终于抵达，但其将领没能与奈斯尔协同行动，在雷伊被盖赫泰贝击败，其将领被杀。奈斯尔只能再次西逃，准备前往哈马丹，748年12月9日，他在逃亡途中病倒，死于萨瓦（Sawa）城，享年85岁。
在他的后代中，拉菲·本·莱斯较有名，他是奈斯尔的孙子，任撒马尔罕驻军长官，曾于807-810年起兵反抗阿拔斯王朝的呼罗珊总督阿里·本·伊萨，声势遍及河中与呼罗珊，后投降被赦免。

## 引用
1. 1 2 3 4 5  Bosworth 1993，第1015–1016頁
2. ↑  Hawting 2000，第8, 88頁.
3. ↑  Hawting 2000，第84–85頁.
4. ↑  季羡林 2000，第106頁
5. ↑  Blankinship 1994，第176頁.
6. ↑  Gibb 1923，第65頁.
7. ↑  Shaban 1979，第103–104頁.
8. ↑  Gibb 1923，第68, 73頁.
9. ↑  Gibb 1923，第75頁.
10. ↑  Hawting 2000，第86–87頁.
11. ↑  Blankinship 1994，第176–178頁.
12. ↑  Gibb 1923，第76頁.
13. ↑  Shaban 1979，第118–119頁.
14. ↑  Sharon 1990，第35頁.
15. ↑  Blankinship 1994，第42–46頁.
16. ↑  Hawting 2000，第54–55頁.
17. ↑  Shaban 1979，第127–128頁.
18. ↑  Sharon 1990，第25–27, 34頁.
19. ↑  Blankinship 1994，第182–183頁.
20. ↑  Gibb 1923，第81頁.
21. ↑  Shaban 1979，第127頁.
22. ↑  Sharon 1990，第34–35頁.
23. ↑  Sharon 1990，第36–37頁.
24. 1 2  Shaban 1979，第131頁.
25. ↑  Hawting 2000，第96，105頁.
26. 1 2  Sharon 1990，第37頁.
27. 1 2 3  Blankinship 1994，第183頁.
28. ↑  Hawting 2000，第106–107頁.
29. ↑  Shaban 1979，第129–130頁.
30. ↑  Gibb 1923，第90頁.
31. ↑  Zarrinkub 1975，第48頁.
32. ↑  Shaban 1979，第129頁.
33. 1 2  王治来 2010，第268-269頁
34. ↑  薛宗正 1992，第685-687頁
35. ↑  Blankinship 1994，第182頁.
36. ↑  Gibb 1923，第89–90頁.
37. ↑  Gibb 1923，第84–85頁.
38. ↑  季羡林 2000，第86頁
39. ↑  Blankinship 1994，第183–184頁.
40. ↑  Gibb 1923，第90–92頁.
41. ↑  Shaban 1979，第130–131頁.
42. 1 2  Blankinship 1994，第185頁.
43. ↑  Hawting 2000，第105–107頁.
44. ↑  Hawting 2000，第106, 110–113頁.
45. ↑  Hawting 2000，第113ff.頁.
46. ↑  Shaban 1979，第157頁.
47. ↑  Gibb 1923，第93頁.
48. ↑  Hawting 2000，第96頁.
49. 1 2  Shaban 1979，第134頁.
50. ↑  Sharon 1990，第42–43頁.
51. ↑  Hawting 2000，第76, 107頁.
52. ↑  Sharon 1990，第43–44頁.
53. ↑  Shaban 1979，第134–135頁.
54. ↑  Sharon 1990，第44–45頁.
55. ↑  Shaban 1979，第135–136頁.
56. ↑  Sharon 1990，第45頁.
57. ↑  Hawting 2000，第107–108頁.
58. ↑  Shaban 1979，第136–137頁.
59. ↑  Sharon 1990，第45–46頁.
60. ↑  Hawting 2000，第108頁.
61. ↑  Shaban 1979，第137頁.
62. ↑  Sharon 1990，第46–47頁.
63. ↑  Hawting 2000，第108–109, 115頁.
64. ↑  Shaban 1979，第159–160頁.
65. ↑  Hawting 2000，第116頁.
66. ↑  Zarrinkub 1975，第55頁.
67. ↑  Mottahedeh 1975，第71–72頁.